# 버터플라이 (드라마)
《버터플라이》(영어: Butterfly)는 아마존 프라임 비디오에서 2025년 8월부터 방영된 미국의 첩보 스릴러 드라마이다.